# Station Aldermaston
Aldermaston is een station van National Rail in West Berkshire in Engeland. Het station is eigendom van Network Rail en wordt beheerd door Great Western Railway. 